# 6 Heures d'Imola 2011
Navigation
Édition précédente Édition suivante
Les 6 Heures d'Imola 2011, première édition de l'épreuve depuis le Championnat du monde des voitures de sport 1984, se déroulent le 3 juillet 2011 sur l'Autodromo Enzo e Dino Ferrari.
La course compte à la fois pour les Le Mans Series 2011 et l'Intercontinental Le Mans Cup 2011.

## La course

### Classement de la course
Voici le classement officiel au terme de la course.
- Les vainqueurs de chaque catégorie sont signalés par un fond jauni.
- Pour la colonne Pneus, il faut passer le curseur au-dessus du modèle pour connaître le manufacturier de pneumatiques.

| Pos    | Cat     | n° | Equipe                  | Pilotes                                                | Châssis                             | Pneus | Tours |
| Pos    | Cat     | n° | Equipe                  | Pilotes                                                | Moteur                              | Pneus | Tours |
| ------ | ------- | -- | ----------------------- | ------------------------------------------------------ | ----------------------------------- | ----- | ----- |
| 1      | LMP1    | 7  | Peugeot Sport           | Sébastien Bourdais Anthony Davidson                    | Peugeot 908                         | M     | 220   |
| 1      | LMP1    | 7  | Peugeot Sport           | Sébastien Bourdais Anthony Davidson                    | Peugeot HDi 3.7 L Turbo V8 (Diesel) | M     | 220   |
| 2      | LMP1    | 8  | Peugeot Sport           | Franck Montagny Stéphane Sarrazin                      | Peugeot 908                         | M     | 220   |
| 2      | LMP1    | 8  | Peugeot Sport           | Franck Montagny Stéphane Sarrazin                      | Peugeot HDi 3.7 L Turbo V8 (Diesel) | M     | 220   |
| 3      | LMP1    | 1  | Audi Sport Team Joest   | Timo Bernhard Marcel Fässler                           | Audi R18 TDI                        | M     | 219   |
| 3      | LMP1    | 1  | Audi Sport Team Joest   | Timo Bernhard Marcel Fässler                           | Audi TDI 3.7 L Turbo V6 (Diesel)    | M     | 219   |
| 4      | LMP1    | 2  | Audi Sport Team Joest   | Tom Kristensen Allan McNish                            | Audi R18 TDI                        | M     | 219   |
| 4      | LMP1    | 2  | Audi Sport Team Joest   | Tom Kristensen Allan McNish                            | Audi TDI 3.7 L Turbo V6 (Diesel)    | M     | 219   |
| 5      | LMP1    | 13 | Rebellion Racing        | Andrea Belicchi Jean-Christophe Boullion               | Lola B10/60                         | M     | 213   |
| 5      | LMP1    | 13 | Rebellion Racing        | Andrea Belicchi Jean-Christophe Boullion               | Toyota RV8KLM 3.4 L Turbo V8        | M     | 213   |
| 6      | LMP1    | 12 | Rebellion Racing        | Neel Jani Nicolas Prost                                | Lola B10/60                         | M     | 213   |
| 6      | LMP1    | 12 | Rebellion Racing        | Neel Jani Nicolas Prost                                | Toyota RV8KLM 3.4 L V8              | M     | 213   |
| 7      | LMP1    | 16 | Pescarolo Team          | Emmanuel Collard Christophe Tinseau Julien Jousse      | Pescarolo 01 Evo                    | M     | 207   |
| 7      | LMP1    | 16 | Pescarolo Team          | Emmanuel Collard Christophe Tinseau Julien Jousse      | Judd GV5 S2 5.0 L V10               | M     | 207   |
| 8      | LMP2    | 41 | Greaves Motorsport      | Karim Ojjeh Olivier Lombard Tom Kimber-Smith           | Zytek Z11SN                         | D     | 205   |
| 8      | LMP2    | 41 | Greaves Motorsport      | Karim Ojjeh Olivier Lombard Tom Kimber-Smith           | Nissan VK45DE 4.5 L V8              | D     | 205   |
| 9      | LMP2    | 26 | Signatech Nissan        | Franck Mailleux Lucas Ordóñez Soheil Ayari             | Oreca 03                            | M     | 203   |
| 9      | LMP2    | 26 | Signatech Nissan        | Franck Mailleux Lucas Ordóñez Soheil Ayari             | Nissan VK45DE 4.5 L V8              | M     | 203   |
| 10     | LMP2    | 33 | Level 5 Motorsports     | Scott Tucker Christophe Bouchut João Barbosa           | Lola B11/40                         | M     | 201   |
| 10     | LMP2    | 33 | Level 5 Motorsports     | Scott Tucker Christophe Bouchut João Barbosa           | HPD HR28TT 2.8 L Turbo V6           | M     | 201   |
| 11     | LMP2    | 39 | Pecom Racing            | Luís Pérez Companc Matías Russo Pierre Kaffer          | Lola B11/40                         | M     | 201   |
| 11     | LMP2    | 39 | Pecom Racing            | Luís Pérez Companc Matías Russo Pierre Kaffer          | Judd-BMW HK 3.6 L V8                | M     | 201   |
| 12     | LMP2    | 49 | OAK Racing              | Alexandre Prémat Jacques Nicolet                       | OAK Pescarolo 01 Evo                | D     | 200   |
| 12     | LMP2    | 49 | OAK Racing              | Alexandre Prémat Jacques Nicolet                       | Judd-BMW HK 3.6 L V8                | D     | 200   |
| 13     | GTE Pro | 71 | AF Corse                | Jaime Melo Toni Vilander                               | Ferrari 458 Italia GT2              | M     | 198   |
| 13     | GTE Pro | 71 | AF Corse                | Jaime Melo Toni Vilander                               | Ferrari 4.5 L V8                    | M     | 198   |
| 14     | LMP2    | 42 | Strakka Racing          | Nick Leventis Danny Watts Jonny Kane                   | HPD ARX-01d                         | M     | 197   |
| 14     | LMP2    | 42 | Strakka Racing          | Nick Leventis Danny Watts Jonny Kane                   | HPD HR28TT 2.8 L Turbo V6           | M     | 197   |
| 15     | GTE Pro | 51 | AF Corse                | Giancarlo Fisichella Gianmaria Bruni                   | Ferrari 458 Italia GT2              | M     | 197   |
| 15     | GTE Pro | 51 | AF Corse                | Giancarlo Fisichella Gianmaria Bruni                   | Ferrari 4.5 L V8                    | M     | 197   |
| 16     | GTE Pro | 55 | BMW Motorsport          | Augusto Farfus Jörg Müller                             | BMW M3 GT2 (E92)                    | D     | 197   |
| 16     | GTE Pro | 55 | BMW Motorsport          | Augusto Farfus Jörg Müller                             | BMW 4.0 L V8                        | D     | 197   |
| 17     | GTE Pro | 77 | Team Felbermayr-Proton  | Marc Lieb Richard Lietz                                | Porsche 911 GT3 RSR (997)           | M     | 196   |
| 17     | GTE Pro | 77 | Team Felbermayr-Proton  | Marc Lieb Richard Lietz                                | Porsche 4.0 L Flat-6                | M     | 196   |
| 18     | GTE Pro | 76 | IMSA Performance Matmut | Patrick Pilet Wolf Henzler                             | Porsche 911 GT3 RSR (997)           | M     | 196   |
| 18     | GTE Pro | 76 | IMSA Performance Matmut | Patrick Pilet Wolf Henzler                             | Porsche 4.0 L Flat-6                | M     | 196   |
| 19     | FLM     | 99 | JMB Racing              | Chapman Ducote Kyle Marcelli Nicolas Marroc            | Oreca FLM09                         | M     | 195   |
| 19     | FLM     | 99 | JMB Racing              | Chapman Ducote Kyle Marcelli Nicolas Marroc            | Chevrolet LS3 6.2 L V8              | M     | 195   |
| 20     | FLM     | 95 | Pegasus Racing          | Mirco Schultis Patrick Simon Julien Schell             | Oreca FLM09                         | M     | 195   |
| 20     | FLM     | 95 | Pegasus Racing          | Mirco Schultis Patrick Simon Julien Schell             | Chevrolet LS3 6.2 L V8              | M     | 195   |
| 21     | LMP2    | 46 | TDS Racing              | Mathias Beche Pierre Thiriet Jody Firth                | Oreca 03                            | M     | 194   |
| 21     | LMP2    | 46 | TDS Racing              | Mathias Beche Pierre Thiriet Jody Firth                | Nissan VK45DE 4.5 L V8              | M     | 194   |
| 22     | GTE Am  | 67 | IMSA Performance Matmut | Nicolas Armindo Raymond Narac                          | Porsche 911 GT3 RSR (997)           | M     | 194   |
| 22     | GTE Am  | 67 | IMSA Performance Matmut | Nicolas Armindo Raymond Narac                          | Porsche 4.0 L Flat-6                | M     | 194   |
| 23     | FLM     | 91 | Hope Racing             | Luca Moro Zhang Shan Qi Tor Graves                     | Oreca FLM09                         | M     | 194   |
| 23     | FLM     | 91 | Hope Racing             | Luca Moro Zhang Shan Qi Tor Graves                     | Chevrolet LS3 6.2 L V8              | M     | 194   |
| 24     | LMP2    | 44 | Extrême Limite AM Paris | Fabien Rosier Maurice Basso                            | Norma M200P                         | D     | 193   |
| 24     | LMP2    | 44 | Extrême Limite AM Paris | Fabien Rosier Maurice Basso                            | Judd-BMW HK 3.6 L V8                | D     | 193   |
| 25     | GTE Am  | 50 | Larbre Compétition      | Patrick Bornhauser Julien Canal Gabriele Gardel        | Chevrolet Corvette C6.R             | M     | 193   |
| 25     | GTE Am  | 50 | Larbre Compétition      | Patrick Bornhauser Julien Canal Gabriele Gardel        | Chevrolet 5.5 L V8                  | M     | 193   |
| 26     | FLM     | 93 | Genoa Racing            | Elton Julian Christian Zugel Jens Petersen             | Oreca FLM09                         | M     | 192   |
| 26     | FLM     | 93 | Genoa Racing            | Elton Julian Christian Zugel Jens Petersen             | Chevrolet LS3 6.2 L V8              | M     | 192   |
| 27     | GTE Am  | 61 | AF Corse                | Piergiuseppe Perazzini Marco Cioci Stéphane Lémeret    | Ferrari F430 GTC                    | M     | 192   |
| 27     | GTE Am  | 61 | AF Corse                | Piergiuseppe Perazzini Marco Cioci Stéphane Lémeret    | Ferrari 4.0 L V8                    | M     | 192   |
| 28     | GTE Pro | 75 | Prospeed Competition    | Marc Goossens Marco Holzer                             | Porsche 911 GT3 RSR (997)           | M     | 191   |
| 28     | GTE Pro | 75 | Prospeed Competition    | Marc Goossens Marco Holzer                             | Porsche 4.0 L Flat-6                | M     | 191   |
| 29     | LMP2    | 35 | OAK Racing              | Andrea Barlesi Frédéric da Rocha Patrice Lafargue      | OAK Pescarolo 01 Evo                | D     | 191   |
| 29     | LMP2    | 35 | OAK Racing              | Andrea Barlesi Frédéric da Rocha Patrice Lafargue      | Judd-BMW HK 3.6 V8                  | D     | 191   |
| 30     | GTE Pro | 79 | Jota Sport              | Simon Dolan Sam Hancock                                | Aston Martin V8 Vantage GT2         | D     | 191   |
| 30     | GTE Pro | 79 | Jota Sport              | Simon Dolan Sam Hancock                                | Aston Martin 4.5 L V8               | D     | 191   |
| 31     | LMP2    | 45 | Boutsen Energy Racing   | Dominik Kraihamer Nicolas de Crem                      | Oreca 03                            | D     | 191   |
| 31     | LMP2    | 45 | Boutsen Energy Racing   | Dominik Kraihamer Nicolas de Crem                      | Nissan VK45DE 4.5 L V8              | D     | 191   |
| 32     | LMP1    | 15 | OAK Racing              | Guillaume Moreau Pierre Ragues                         | OAK Pescarolo 01 Evo                | D     | 188   |
| 32     | LMP1    | 15 | OAK Racing              | Guillaume Moreau Pierre Ragues                         | Judd DB 3.4 L V8                    | D     | 188   |
| 33     | GTE Am  | 62 | CRS Racing              | Pierre Ehret Shaun Lynn Roger Willis                   | Ferrari F430 GTC                    | M     | 187   |
| 33     | GTE Am  | 62 | CRS Racing              | Pierre Ehret Shaun Lynn Roger Willis                   | Ferrari 4.0 L V8                    | M     | 187   |
| 34     | LMP2    | 36 | RML                     | Thomas Erdos Mike Newton Ben Collins                   | HPD ARX-01d                         | D     | 186   |
| 34     | LMP2    | 36 | RML                     | Thomas Erdos Mike Newton Ben Collins                   | HPD HR28TT 2.8 L Turbo V6           | D     | 186   |
| 35     | GTE Am  | 82 | CRS Racing              | Klaas Hummel Adam Christodoulou Phil Quaife            | Ferrari F430 GTC                    | M     | 185   |
| 35     | GTE Am  | 82 | CRS Racing              | Klaas Hummel Adam Christodoulou Phil Quaife            | Ferrari 4.0 L V8                    | M     | 185   |
| 36     | GTE Pro | 56 | BMW Motorsport          | Dirk Werner Pedro Lamy                                 | BMW M3 GT2 (E92)                    | D     | 182   |
| 36     | GTE Pro | 56 | BMW Motorsport          | Dirk Werner Pedro Lamy                                 | BMW 4.0 L V8                        | D     | 182   |
| 37     | GTE Am  | 57 | Krohn Racing            | Michele Rugolo Tracy Krohn Niclas Jönsson              | Ferrari F430 GTC                    | M     | 170   |
| 37     | GTE Am  | 57 | Krohn Racing            | Michele Rugolo Tracy Krohn Niclas Jönsson              | Ferrari 4.0 L V8                    | M     | 170   |
| 38 DNF | GTE Am  | 63 | Proton Competition      | Patrick Long Gianluca Roda                             | Porsche 911 GT3 RSR (997)           | M     | 194   |
| 38 DNF | GTE Am  | 63 | Proton Competition      | Patrick Long Gianluca Roda                             | Porsche 4.0 L Flat-6                | M     | 194   |
| 39 DNF | GTE Pro | 58 | Luxury Racing           | Anthony Beltoise François Jakubowski (de) Ralph Firman | Ferrari 458 Italia GT2              | M     | 189   |
| 39 DNF | GTE Pro | 58 | Luxury Racing           | Anthony Beltoise François Jakubowski (de) Ralph Firman | Ferrari 4.5 L V8                    | M     | 189   |
| 40 DNF | LMP1    | 23 | Mik Corse               | Máximo Cortés Ferdinando Geri Giacomo Piccini          | Zytek 09SC (Hybride)                | M     | 157   |
| 40 DNF | LMP1    | 23 | Mik Corse               | Máximo Cortés Ferdinando Geri Giacomo Piccini          | Zytek ZG348 3.4 L V8                | M     | 157   |
| 41     | GTE Am  | 88 | Team Felbermayr-Proton  | Horst Felbermayr, Jr. Christian Ried                   | Porsche 911 GT3 RSR (997)           | M     | 147   |
| 41     | GTE Am  | 88 | Team Felbermayr-Proton  | Horst Felbermayr, Jr. Christian Ried                   | Porsche 4.0 L Flat-6                | M     | 147   |
| 42 DNF | GTE Pro | 66 | JMW Motorsport          | Rob Bell James Walker                                  | Ferrari 458 Italia GT2              | D     | 143   |
| 42 DNF | GTE Pro | 66 | JMW Motorsport          | Rob Bell James Walker                                  | Ferrari 4.5 L V8                    | D     | 143   |
| 43 DNF | LMP2    | 43 | RLR Msport              | Barry Gates Rob Garofall Simon Phillips                | MG-Lola EX265                       | D     | 140   |
| 43 DNF | LMP2    | 43 | RLR Msport              | Barry Gates Rob Garofall Simon Phillips                | Judd-BMW HK 3.6 L V8                | D     | 140   |
| 44 DNF | GTE Pro | 89 | Hankook Team Farnbacher | Dominik Farnbacher Allan Simonsen                      | Ferrari 458 Italia GT2              | H     | 101   |
| 44 DNF | GTE Pro | 89 | Hankook Team Farnbacher | Dominik Farnbacher Allan Simonsen                      | Ferrari 4.5 L V8                    | H     | 101   |
| 45 DNF | LMP2    | 40 | Race Performance        | Michel Frey Ralph Meichtry Marc Rostan                 | Oreca 03                            | D     | 69    |
| 45 DNF | LMP2    | 40 | Race Performance        | Michel Frey Ralph Meichtry Marc Rostan                 | Judd-BMW HK 3.6 L V8                | D     | 69    |
| 46 DNF | GTE Pro | 64 | Lotus Jetalliance       | Lukas Lichtner-Hoyer Martin Rich Oskar Slingerland     | Lotus Evora GTE                     | M     | 26    |
| 46 DNF | GTE Pro | 64 | Lotus Jetalliance       | Lukas Lichtner-Hoyer Martin Rich Oskar Slingerland     | Toyota (Cosworth) 4.0 L V6          | M     | 26    |
| 47 DNF | GTE Pro | 65 | Lotus Jetalliance       | Jonathan Hirschi James Rossiter Johnny Mowlem          | Lotus Evora GTE                     | M     | 8     |
| 47 DNF | GTE Pro | 65 | Lotus Jetalliance       | Jonathan Hirschi James Rossiter Johnny Mowlem          | Toyota (Cosworth) 4.0 V6            | M     | 8     |
| 48 DNF | GTE Pro | 59 | Luxury Racing           | Stéphane Ortelli Frédéric Makowiecki                   | Ferrari 458 Italia GT2              | M     | 1     |
| 48 DNF | GTE Pro | 59 | Luxury Racing           | Stéphane Ortelli Frédéric Makowiecki                   | Ferrari 4.5 L V8                    | M     | 1     |

## Pole position et record du tour
- Pole position A. Davidson : 1'31"736
- Meilleur tour en course : ...

## À noter
- Longueur du circuit : ...
- Distance parcourue par les vainqueurs : .